# Ozarba hemileuca
Ozarba hemileuca là một loài bướm đêm trong họ Noctuidae.